# Agdistis zhengi
Agdistis zhengi là một loài bướm đêm thuộc họ Pterophoridae. Nó được tìm thấy ở Trung Quốc.